# Tartessops gorokensis
Tartessops gorokensis är en insektsart som beskrevs av Evans 1981. Tartessops gorokensis ingår i släktet Tartessops och familjen dvärgstritar. Inga underarter finns listade i Catalogue of Life.